# Охотск
Охо́тск (руски: Охотск) е селище от градски тип в Хабаровски край, Русия. Разположен е на устието на река Охота, на брега на Охотско море. Населението на селището към 2016 г. е 3576 души.

## История
Основано през 1647 г., това е едно от първите селища в руския Далечен изток. Било е главната руска военноморска база на Тихия океан от 1650 до 1860 г. Статут на селище от градски тип получава през 1949 г.

## Икономика
Главно място в промишлеността на Охотск заема риболова и преработката на риба. В града работи и компания за откриване и добив на златни и сребърни находища.